# 卢勇 (北朝)
卢勇（513年—544年），字季礼，范阳郡涿县（今河北省涿州市）人，出自范阳卢氏北祖，北魏下邳郡太守卢璧之子，北魏、东魏官员。

## 生平
卢勇起初与堂兄卢景裕一起学习，他的叔叔卢同称道说：“白头定会以文才而通达，季礼当会以武功而显贵，能让我们家族兴盛的就是这两个孩子。”幽州反叛者僕骨那以卢勇为本郡范阳王，当时卢勇才十八岁。后来葛荣作乱，葛荣又任命卢勇为燕王。高欢起兵反抗尔朱氏后，卢文伟召卢勇去见高欢，卢勇不回应。
尔朱氏覆灭后，卢勇才去晋阳，高欢任命他担任丞相主簿。当时山西遭到霜冻灾害歉收，朝廷将山东的租粮运往山西，都下令车子要装满，违者治罪，命令卢勇掌管这件事。乡郡公主送去一千多辆未装满的粮车，卢勇依法制裁并弹劾了公主。琅邪公主向高欢控诉，卢勇坚持法律不屈服。高欢对郭秀说：“卢勇有懔然不可冒犯的神色，真是公正直率的人，应当委托大事，岂只是纳租这样的事。”卢勇升任汝北郡太守，代理陕州刺史，又改任代理洛州刺史。
元象元年（538年），东魏围攻广州，数十天都没有攻克。行台侯景听说西魏救兵将至，召集各位将领讨论。卢勇请求前往观察形势，于是率领数百骑兵各带一匹马，到达大隗山，了解西魏将领李景和将至，当时太阳已下山，卢勇便在树梢上多多安插旌旗，夜间，将骑兵分为数十队，吹响号角向前直冲，擒获西魏仪同程华，斩杀仪同王征蛮，驱赶三百匹马连夜回营。西魏广州守将骆超献城投降，高欢下令卢勇代理广州刺史。
卢勇因功劳被授予仪同三司、阳州刺史，镇守宜阳。反叛的百姓韩木兰、陈忻等人经常骚扰边境，卢勇将他们打得大败。卢勇请求入朝，高欢赐予他书信说：“我把阳州托付给你，只为安枕无忧，没有西南方的担心了。你就依照朝廷的委任，停止上表请求回朝。你的妻子儿女任由跟着你住一起，应当让汉人之中没有超过你的。”武定二年（544年），卢勇去世，虚岁三十二。卢勇有五百匹马，修造六车武器，遗嘱全部献给朝廷。朝廷除赠给卢勇各色杂帛之外，另赐布绢四千匹，赠予司空、冀州刺史，谥号武贞侯。

## 家族

### 祖父
- 卢辅，北魏幽州别驾

### 父亲
- 卢璧，北魏下邳郡太守